# 里巴特

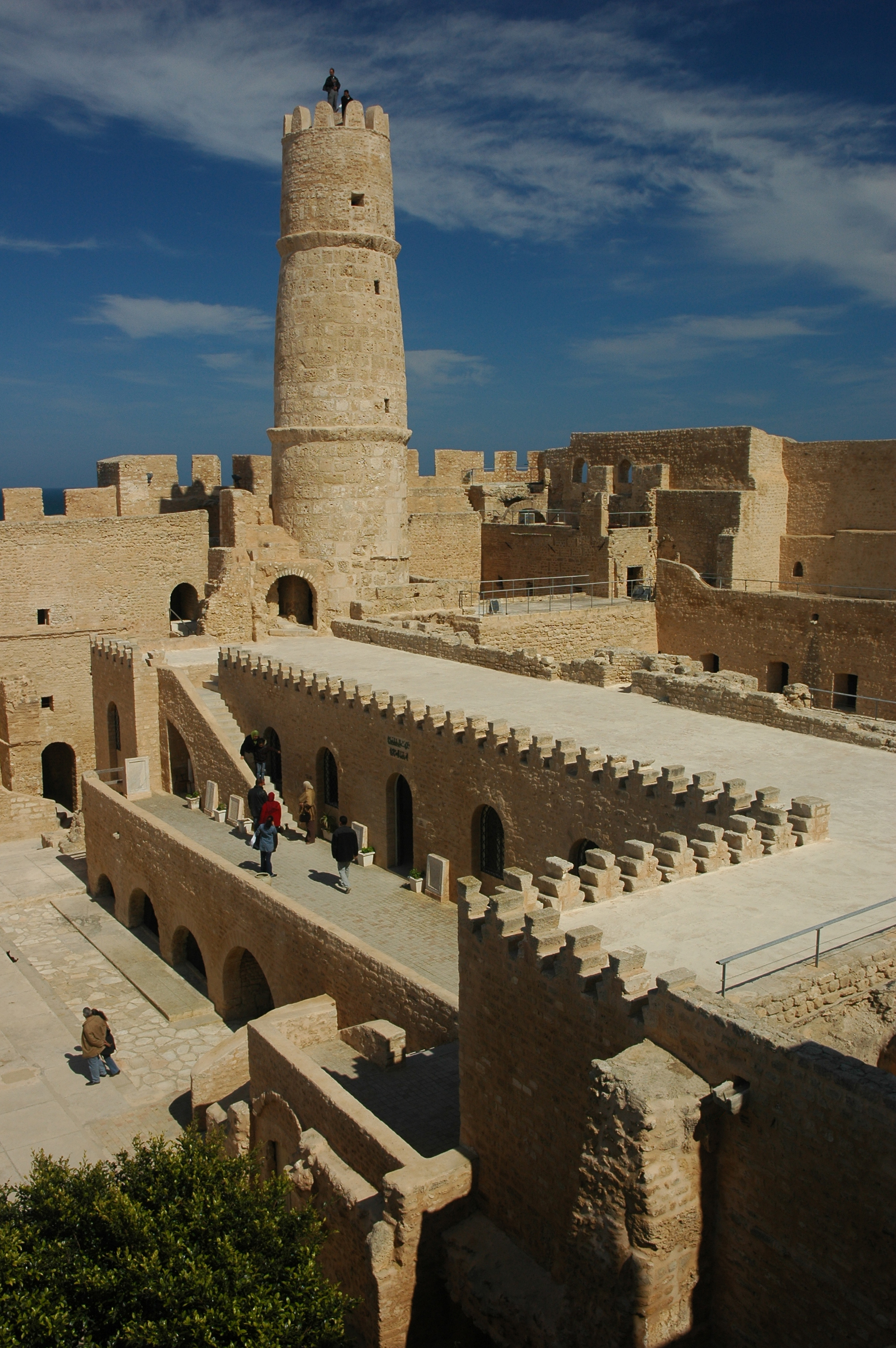
突尼西亞，莫纳斯提尔里巴特

里巴特（阿拉伯语：‎ ribāṭ）是阿拉伯语词汇的音译，意为基地、旅社、避难所或疗愈所。
里巴特最初是穆斯林征服北非初年时在当地建造的小型边界防御工事，内部为临时志愿兵住所，后来成为驿站或保护商路的要塞，也作为孤立穆斯林群体的活动中心。
阿拉伯军队也在拜占庭边界建造这种要塞，以之作为大呼罗珊地区皈依士兵的住所，密集建造该要塞的边界地带自9世纪起称为阿瓦西姆地区。在其他地区也有起类似作用的要塞，在伊朗地区称为khanqah，在土耳其称为tekke。
里巴特的本意是指在边界哨所驻守，驻守者称为穆拉比特（murabit）。基地组织、伊斯兰国等当代圣战者组织也使用这一词汇。加沙地带的萨拉菲运动组织以“里巴特之地”（Arḍ al-Ribat）称呼巴勒斯坦。